# Hermann Schalow
 (février 2020).
Si vous disposez d'ouvrages ou d'articles de référence ou si vous connaissez des sites web de qualité traitant du thème abordé ici, merci de compléter l'article en donnant les références utiles à sa vérifiabilité et en les liant à la section « Notes et références ».
Hermann Schalow, né le 17 janvier 1852 à Berlin et mort le 9 décembre 1925 à Berlin, est un banquier et un ornithologue amateur allemand.

## Biographie
Il étudie chez Jean Louis Cabanis (1816-1906) et travaille avec Anton Reichenow (1847-1941). De 1894 à 1907, il est vice-président de la Deutsche Ornithologen-Gesellschaft (Société des ornithologues allemands) dont il est également le président de 1907 à 1921.
Il est notamment l’auteur de Die Musophagidae (1886) et Beiträge zur Vogelfauna der Mark Brandenburg (1919). Schalow consacre également une monographie aux oiseaux de l’Arctique, Die Vögel der Arktis (1905) et y décrit 270 espèces. Il assure l’édition du récit de voyage de Richard Böhm (1854-1884) en Afrique de l’Ouest, à Zanzibar et à Tanganika : Von Sansibar zum Tanganjika, Briefe aus Ostafrika von Dr Richard Böhm (J. A. Brockhaus, Leipzig, 1888).
Le musée d'histoire naturelle de Berlin a baptisé une bibliothèque en son honneur.